# Melis Birkan
Melis Birkan (* 15. Juli 1982 in Ankara) ist eine türkische Schauspielerin.

## Leben und Karriere
Melis Birkan wurde am 15. Juli 1982 in Ankara geboren. Sie studierte an der Mimar Sinan Üniversitesi. Ihr Debüt gab sie 2003 in der Fernsehserie Delinin Rüyaları. Bekanntheit erlangte sie 2008 in Issız Adam. Zudem war sie in dem Film Barda zu sehen. 2008 gewann Birkan die Auszeichnung Sadri Alışık Award als Beste Schauspielerin.
Anschließend trat sie 2009 in Bu Kalp Seni Unutur mu? auf. Von 2012 bis 2013 bekam sie in der Serie Leyla ile Mecnun die Hauptrolle. 2022 heiratete Birkan den türkischen Schauspieler Aras Aydın.

## Theater
- 2005: Mucizeler Komedisi
- 2007: Komedi Dükkanı
- 2016: Müdür Ne'aptın?

## Filmografie (Auswahl)
Filme
- 2003: Delinin Rüyaları
- 2006: Barda
- 2007: Amerikalılar Karadeniz'de 2
- 2007: Ulak
- 2008: Issız Adam
- 2009: Adını Sen Koy
- 2016: Sen Benim HerŞeyimsin
- 2021: Sen Ben Lenin

Serien
- 2005: Çapkın
- 2006: İyi ki Varsın
- 2009: Bu Kalp Seni Unutur mu?
- 2010: Deli Saraylı
- 2013: Saklı Kalan
- 2019: Söz
- 2020: Menajerimi Ara
- 2022: Kırmızı Oda